# Palacio Lezama Leguizamón
El Palacio Lezama-Leguizamón es palacio que se encuentra emplazado sobre el promontorio de Arriluce, en la calle Atxekolandeta del elitista barrio de Neguri, municipio de Guecho, cercano a la ciudad de Bilbao.
La obra fue diseñada en 1902 por el arquitecto José María Basterra a petición del empresario Luis Lezama Leguizamón , posteriormente remodelado por el arquitecto Manuel María Smith

Las grandes villas residenciales de Getxo fueron calificadas en 2001 como Bien Cultural, con la categoría de Conjunto Monumental. 
Su posición topográfica, y su aspecto grandilocuente le confieren un aspecto muy teatral. Las vistas de este palacio están orientadas hacia la Bahía del Abra, donde desemboca la ría de Bilbao y su emplazamiento, tamaño, riqueza, calidad arquitectónica y ambiental, lo convierten en uno de los edificios más conocidos y representativos de la arquitectura vizcaína del primer tercio del siglo XX. Este palacio es uno de los más originales y máximos exponentes de la arquitectura doméstica dirigida a la alta burguesía de Vizcaya en el cambio de siglo.
No debe confundirse con otras casas de la familia Lezama-Leguizamón en Guecho, como la Casa Lezama-Leguizamón en la Avenida de Algorta, o con otras construcciones fuera de este municipio como el edificio también denominado como Casa Lezama-Leguizamon en la Gran Vía de Bilbao, o el Palacete Lezama-Leguizamón en el municipio de Etxebarri.

## Entorno

Entorno del Palacio Lezama Leguizamón en el promontorio de Arriluce.

El palacio se ubica en una de las laderas del promontorio de Arriluce y las vistas de este edificio están orientadas hacia la Bahía del Abra, donde desemboca la ría de Bilbao.
Sobre el promontorio de Arriluce, se concentran un conjunto de casas de principios de siglo, pertenecientes en su origen a la alta burguesía, las cuales han sido reformadas desde aquellos años, en mayor o menor medida. Así, destacan, entre otros, el Palacio Ampuero, diseñado en 1928 también por el arquitecto Manuel María Smith, a petición del empresario y político José Joaquín Ampuero del Río y su familia, o el Palacio de Arriluce, el cual mantiene desde un principio el carácter original de la obra del arquitecto Oriol, en este mismo emplazamiento sobre el Puerto de Arriluce se encuentra también el Palacio Mudela.En la zona destacan otros palacios como el Palacio Eguzkialde, también denominada popularmente como la Casa de la Alcaldesa, el Palacio San Joseren, el Palacio Kai-Alde, el Itxas Begi, o el Palacio del Marqués de Olaso.
En esta zona nos encontramos con todo una riquísima variedad de estilos arquitectónicos, que van desde el neo-vasco hasta el regionalismo neo-montañés, pasando por el neo-medievalismo. La característica más común de todas ellas está en el singularidad que prevalece sobre cualquier otro valor, además de unos jardines bien cuidados sobre los escarpes que completan este conjunto de relieve paisajístico.

## Origen

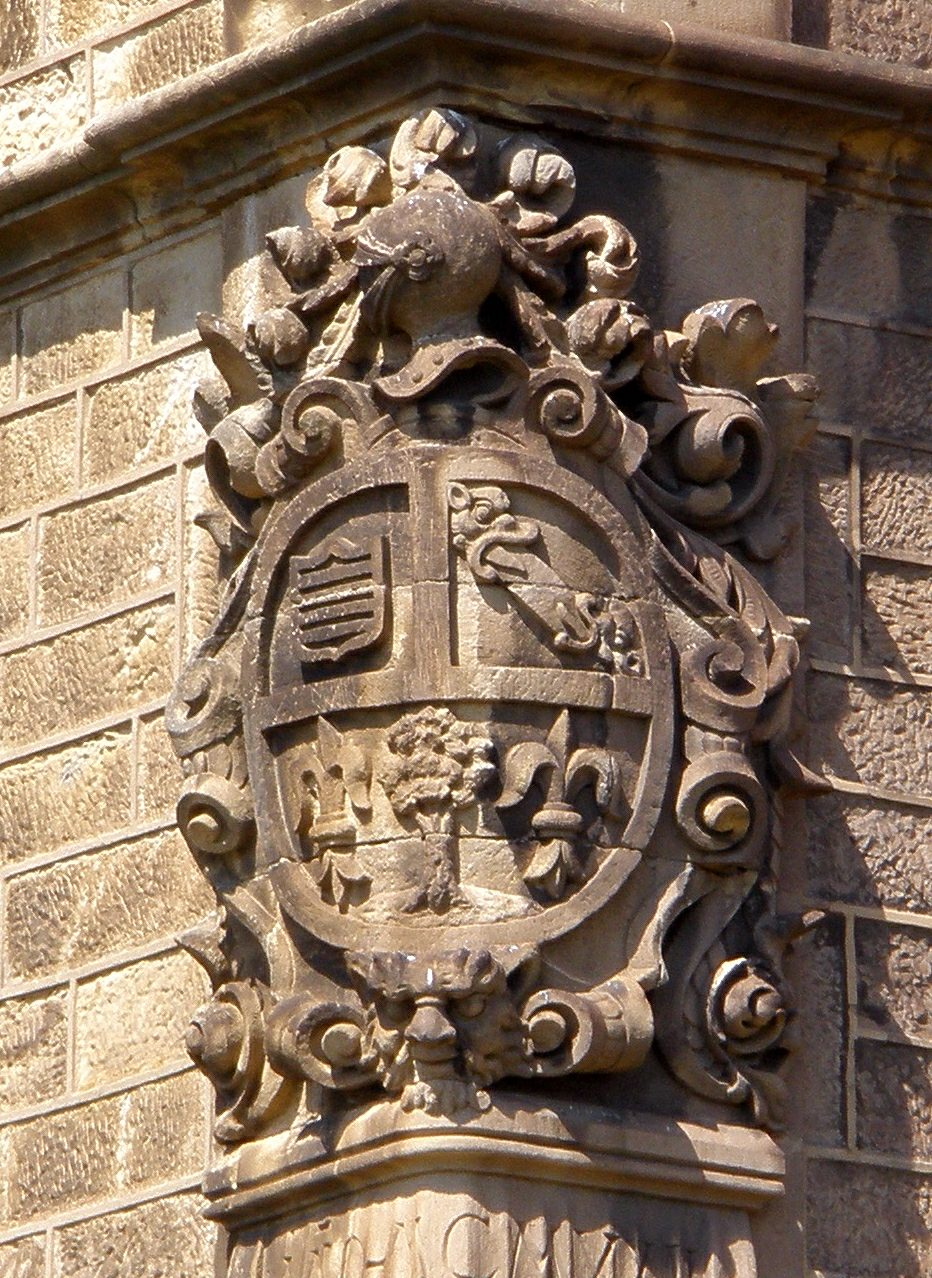
Escudo de la familia Lezama Leguizamón en la fachada del edificio.

El edificio, que fue construido para la familia Lezama-Leguizamón, vinculada históricamente a la minería y más recientemente con el Banco Bilbao Vizcaya Argentaria, data de 1902 y fue obra del arquitecto José María Basterra, quien también construyó a dicha familia la Casa Lezama-Leguizamon en Bilbao. 
Dos décadas más tarde fue sometido a una remodelación por Manuel María Smith. El paso del tiempo ha obligado a ejecutar nuevas reformas a fin de mantener en buen estado el majestuoso inmueble.

## Distribución
En la construcción inicial del palacio destacban los volúmenes cuadrangulares macizos y de corte clasicista. Sin embargo a partir de 1919 Manuel María Smith inició una serie de reformas estructurales que terminaron por transformar casi totalmente el inmueble, llegándose a considerar una de sus obras más personales, y una de las más importantes de su amplísima producción.
Se trata de una compleja construcción de varios cuerpos articulados: vivienda, torre, biblioteca, pero todos sometidos visualmente a la torre, un robusto bloque de sabor plateresco. Tiene planta en forma de "U" y presenta cubiertas de faldones en todos sus tejados excepto en el de la torre, que es aterrazada. El palacio, aparejado en sillería arenisca, es de una riqueza conceptual extraordinaria.
La fachada más importante es la que se orienta hacia el mar y está dominada por la silueta del torreón. Esta fachada se compone de tres cuerpos de alturas y dimensiones diferentes: la torre central, el cuerpo de galería en arcos de medio punto, y la biblioteca.

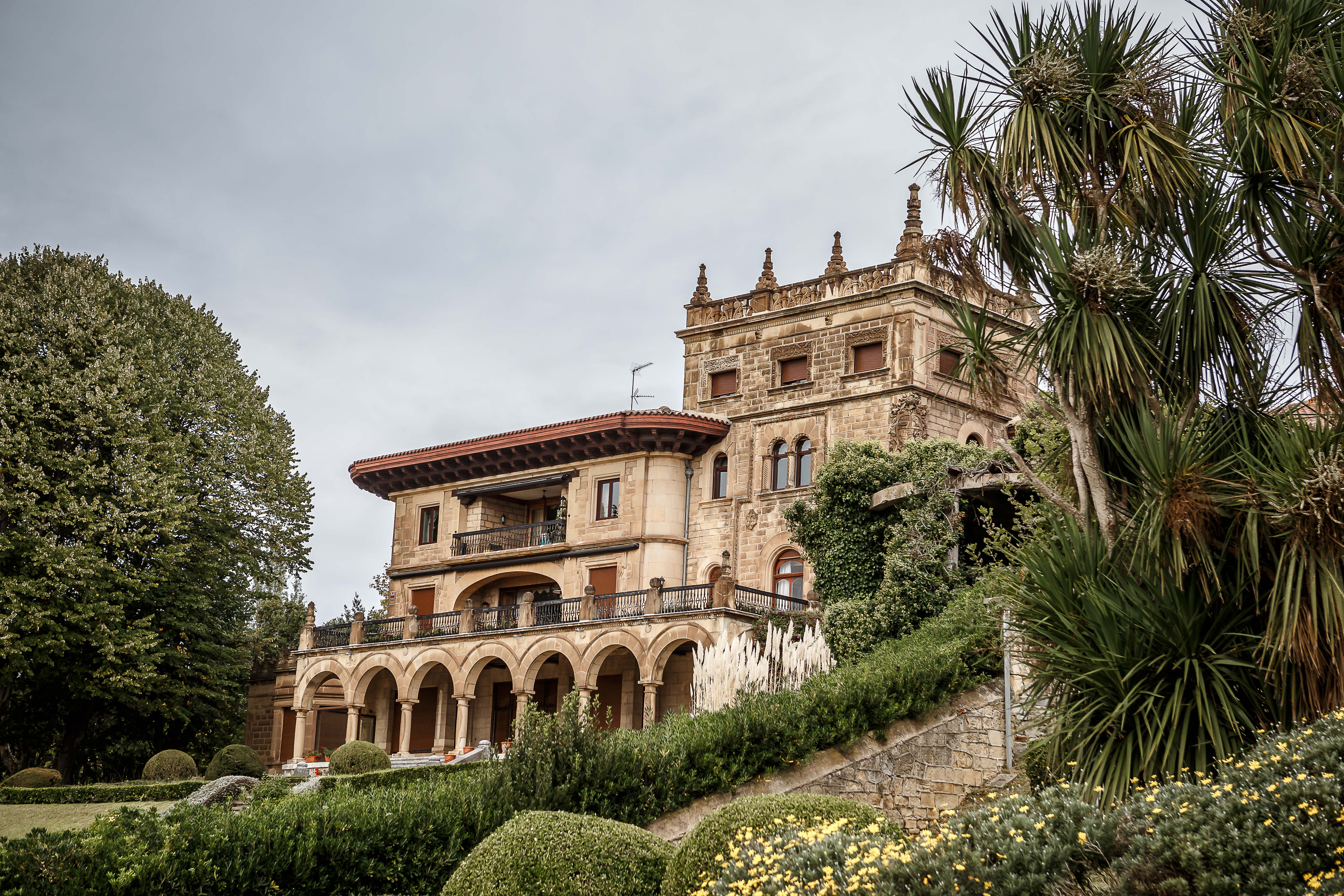
Vista del edificio donde se muestran los diferentes cuerpos articulados.

La torre se remata con una crestería coronada de pináculos. Posee un escudo en el ángulo derecho, así como un alfiz escalonado que acoge un vano geminado de medio punto y ventanas apaisadas en su cuerpo alto. Está inspirada en la del Palacio de Monterrey (Salamanca, siglo XVI) y presenta un elenco de elementos decorativos platerescos: escudo en ángulo, multitud de vanos distintos, molduras,y elegante cierre de pináculos y crestería.

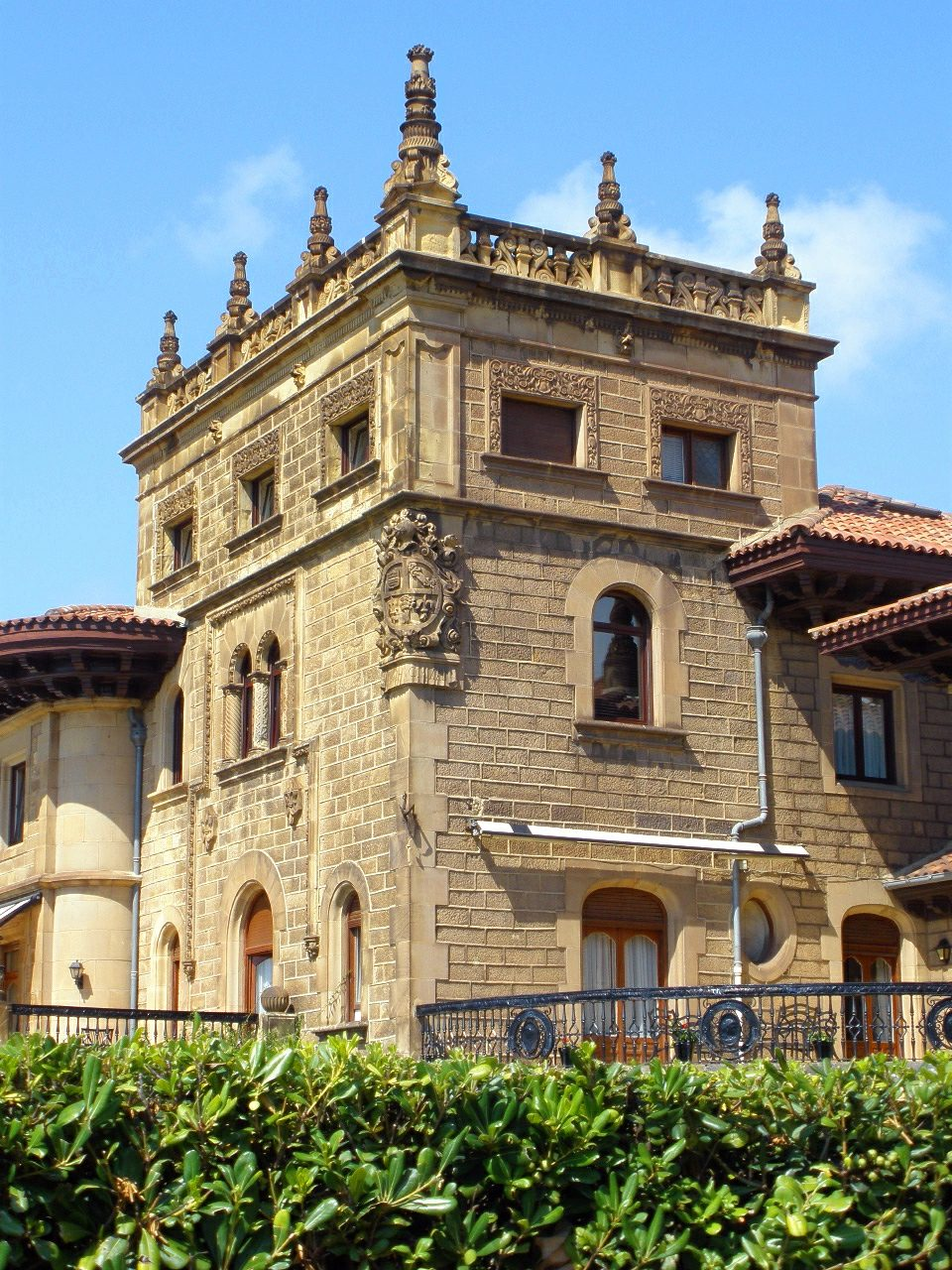
Vista de la torre donde pueden observarse el escudo en ángulo, distintos vanos, molduras y el cierre de pináculos y crestería.

A un lado de la torre está la antigua biblioteca de la casa, que aparece rematada por un tejado a cuatro aguas con pináculos en los extremos. Consta de dos alturas y en la parte alta posee una serie de ventanas de medio punto. Era considerada la mejor biblioteca privada de la Península, pero desapareció en 1933 debido a un incendio. 

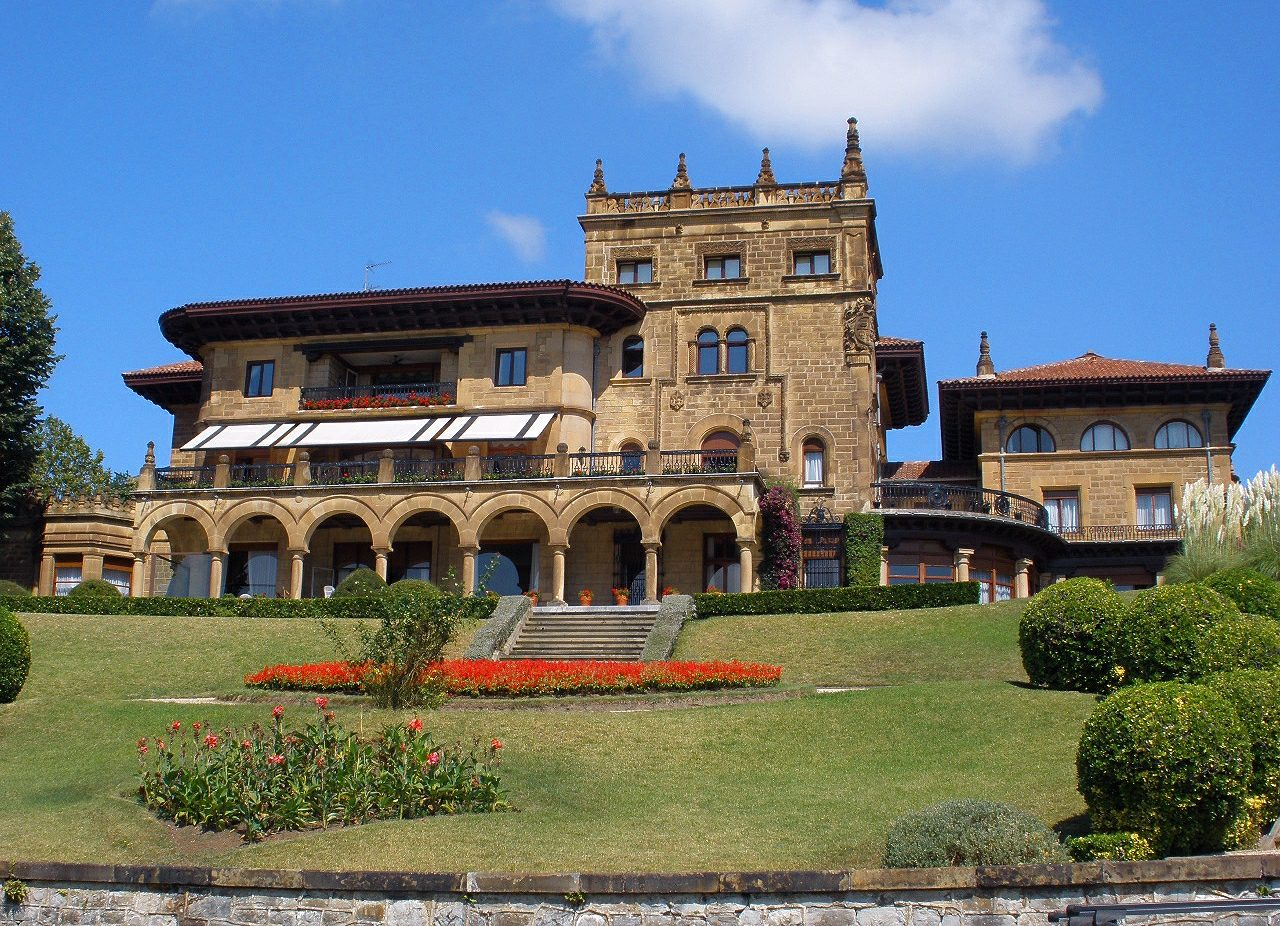
Fachada principal del edificio donde se muestra galería de siete arcos de medio punto de la planta baja.

En el otro lado de la torre, está el tercer cuerpo, que tiene como protagonista la galería de siete arcos de medio punto de la planta baja. Las columnas son panzudas y presentan molduras en las roscas de sus arcos. En el piso superior se superponen un gran arco rebajado y la solana del segundo piso.Posee un jardín extraordinariamente bello, muy cuidado. También son reseñables el cierre de la finca, la rejería de la verja y el acceso al jardín, y la portería.

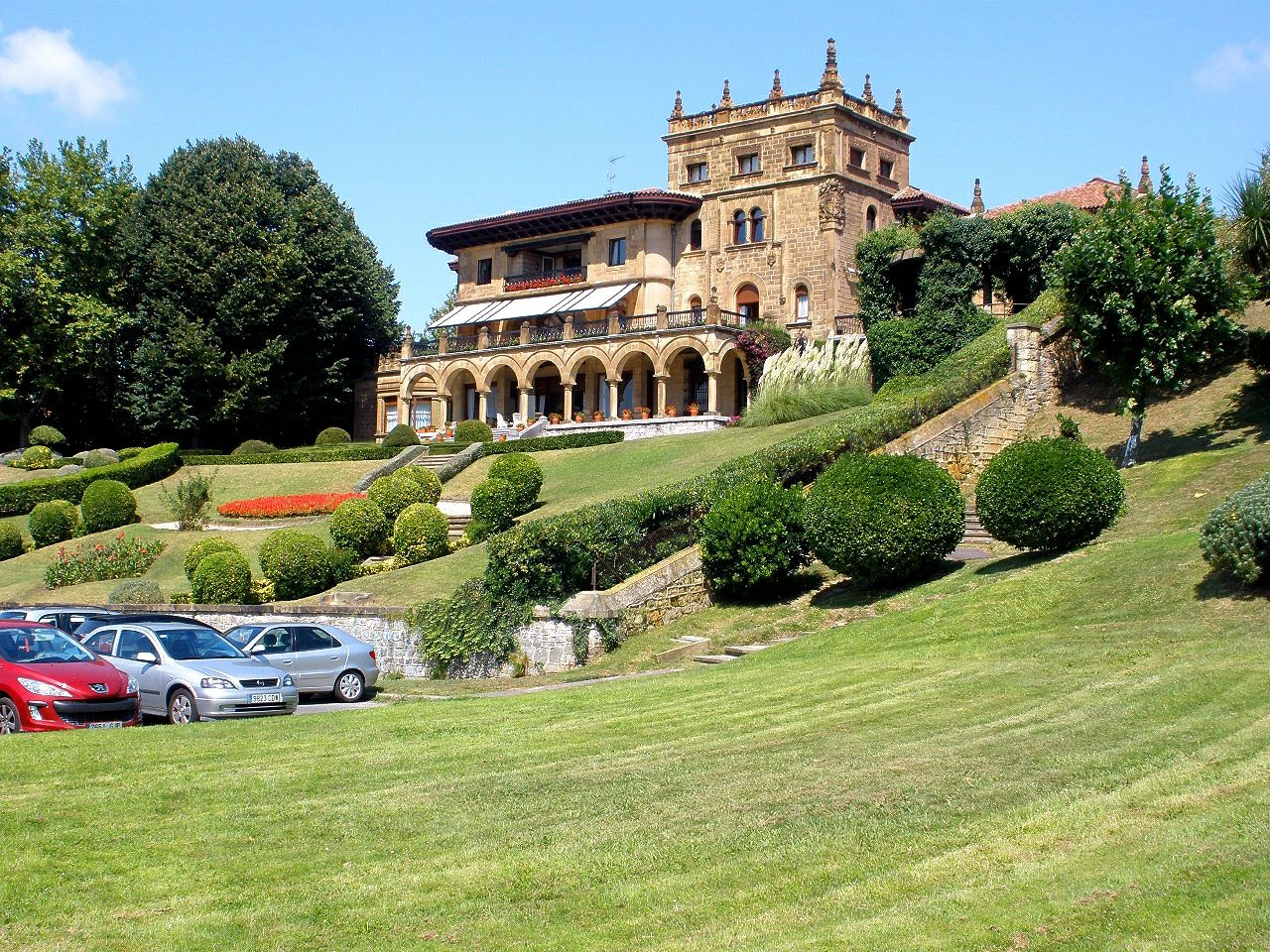
Vista de los jardines que rodean el Palacio Lezama Leguizamón

Todo el conjunto presenta el máximo interés arquitectónico, ambiental, testimonial, y sobre todo, escenográfico. El palacio potencia los aspectos más cultos, más historicistas, en detrimento de lo populares utilizados en el estilo montañés, al que se adscriben obras como el Palacio Eguzki-Alde. 
El apaisamiento de los volúmenes y la presencia de formas platerescas lo distingue de los más prototípicos edificios cántabros, pero algunos detalles lo vinculan al estilo montañés: recubrimiento de sillería, portalón escarzano, solanas y torre, ventana clasicista y escudo esquinero. De cualquier forma, su planta y ordenación interna siguen el modelo burgués estándar, por lo que al ser su decoración externa la que define su estilo, se incluye dentro de las formas historicistas.

## Actualidad
Actualmente sigue siendo propiedad de la familia Lezama-Leguizamón. De hecho, en la última reforma del inmueble acometida en los años 60, se permitió hacer de uno solo tres hogares diferenciados que hoy habita dicha familia.
A día de hoy, se encuentra incluido dentro del catálogo de edificios de protección especial.
Este Palacio es uno de los edificios más famosos y fotografiados del municipio de Guecho.